# Kuvait a 2000. évi nyári olimpiai játékokon
Kuvait az ausztráliai Sydneyben megrendezett 2000. évi nyári olimpiai játékok egyik részt vevő nemzete volt. Az országot az olimpián 6 sportágban 29 sportoló képviselte, akik összesen 1 érmet szereztek.

## Érmesek
| Érem  | Versenyző        | Sportág       | Versenyszám      |
| ----- | ---------------- | ------------- | ---------------- |
| Bronz | Fehajd ed-Díháni | Sportlövészet | Férfi dupla trap |

## Atlétika
Férfi
| Versenyző                                                                                 | Versenyszám     | Előfutam | Előfutam | Előfutam | Elődöntő | Elődöntő | Elődöntő | Döntő   | Döntő    |
| Versenyző                                                                                 | Versenyszám     | Idő      | Hely.    | Össz.    | Idő      | Hely.    | Össz.    | Idő     | Helyezés |
| ----------------------------------------------------------------------------------------- | --------------- | -------- | -------- | -------- | -------- | -------- | -------- | ------- | -------- |
| Fauzi es-Sammari                                                                          | 400 m           | 46,38    | 5.       | 40.*     | kiesett  | kiesett  | kiesett  | kiesett | kiesett  |
| Muszáed el-Azími Bader Abd er-Rahmán el-Fulajdzs Misaal Szajjed el-Harbi Fauzi es-Sammari | 4 × 400 m váltó | kizárták | kizárták | kizárták | kiesett  | kiesett  | kiesett  | kiesett | kiesett  |

## Labdarúgás

### Férfi
| Kuvaiti férfi labdarúgócsapat-játékoskeret | Kuvaiti férfi labdarúgócsapat-játékoskeret                                                                                              |
| --- | --- |
| - Basír Abd el-Azíz - Ádel el-Anezi - Száleh el-Burajki - Naváf el-Humajdán - Eszám el-Kandari - Halaf el-Mutairi - Nászer el-Omrán - Nászer el-Oszmán | - Hamad el-Tajjár - Seháb Kankóni - Dzsamál Mubárak - Bader Nadzsem - Faradzs Szaíd - Abdalláh Szajhán - Szaadún Szalmán - Júszef Zájed |

#### Eredmények
Csoportkör
C csoport
| Csapat                 | M | Gy | D | V | Rg | Kg | Gk | P |
| ---------------------- | - | -- | - | - | -- | -- | -- | - |
| Egyesült Államok (USA) | 3 | 1  | 2 | 0 | 6  | 4  | +2 | 5 |
| Kamerun (CMR)          | 3 | 1  | 2 | 0 | 5  | 4  | +1 | 5 |
| Kuvait (KUW)           | 3 | 1  | 0 | 2 | 6  | 8  | –2 | 3 |
| Csehország (CZE)       | 3 | 0  | 2 | 1 | 5  | 6  | –1 | 2 |

| 2000. szeptember 13. 19:00 |

| Kamerun (CMR)                      | 3–2               | Kuvait (KUW)               |
| ---------------------------------- | ----------------- | -------------------------- |
| Alnoudji 37' M’Boma 76' Lauren 86' | (1–0) Jegyzőkönyv | el-Mutairi 63' Mubárak 88' |

| Brisbane Cricket Ground, Brisbane Nézőszám: 26 730 Játékvezető: Bruce Grimshaw (új-zélandi) |

| 2000. szeptember 16. 19:00 |

| Csehország (CZE)       | 2–3               | Kuvait (KUW)                 |
| ---------------------- | ----------------- | ---------------------------- |
| Heinz 2' Lengyel 90+1' | (1–0) Jegyzőkönyv | el-Mutairi 56' Szaíd 64' 73' |

| Brisbane Cricket Ground, Brisbane Nézőszám: 22 182 Játékvezető: Mourad Daami (tunéziai) |

| 2000. szeptember 19. 20:00 |

| Egyesült Államok (USA)              | 3–1               | Kuvait (KUW) |
| ----------------------------------- | ----------------- | ------------ |
| Califf 40' Albright 63' Donovan 88' | (1–0) Jegyzőkönyv | Nadzsem 83'  |

| Melbourne Cricket Ground, Melbourne Nézőszám: 19 684 Játékvezető: Herbert Fandel (német) |

| Csapat       | Helyezés |
| ------------ | -------- |
| Kuvait (KUW) | 12.      |

## Sportlövészet
Férfi
| Versenyző          | Versenyszám | Selejtező | Selejtező | Döntő   | Döntő    |
| Versenyző          | Versenyszám | Pont      | Helyezés  | Pont    | Helyezés |
| ------------------ | ----------- | --------- | --------- | ------- | -------- |
| Háled el-Mudaf     | Trap        | 115       | 5.***     | kiesett | kiesett  |
| Fehajd ed-Díháni   | Dupla trap  | 141       | 2.**      | 186     |          |
| Masfi el-Mutajri   | Dupla trap  | 134       | 10.*      | kiesett | kiesett  |
| Abdalláh er-Rasídi | Skeet       | 121       | 14.****   | kiesett | kiesett  |
| Szuúd Habíb        | Skeet       | 117       | 35.***    | kiesett | kiesett  |

* - egy másik versenyzővel azonos eredményt ért el

** - két másik versenyzővel azonos eredményt ért el

*** - három másik versenyzővel azonos eredményt ért el

**** - négy másik versenyzővel azonos eredményt ért el

## Taekwondo
Férfi
| Versenyző      | Versenyszám | Selejtező                      | Negyeddöntő              | Elődöntő          | Vigaszág negyeddöntő | Vigaszág elődöntő | Bronz- mérkőzés   | Döntő             | Helyezés |
| Versenyző      | Versenyszám | Ellenfél Eredmény              | Ellenfél Eredmény        | Ellenfél Eredmény | Ellenfél Eredmény    | Ellenfél Eredmény | Ellenfél Eredmény | Ellenfél Eredmény | Helyezés |
| -------------- | ----------- | ------------------------------ | ------------------------ | ----------------- | -------------------- | ----------------- | ----------------- | ----------------- | -------- |
| Nászer Búftajn | Légsúly     | Mfanukhona Dlamini (SWZ) · TKO | Salim József (HUN) · 1-1 | kiesett           |                      |                   |                   |                   | 8.       |

## Úszás
Férfi
| Versenyző         | Versenyszám  | Előfutam | Előfutam | Előfutam | Elődöntő | Elődöntő | Elődöntő | Döntő   | Döntő    |
| Versenyző         | Versenyszám  | Idő      | Hely.    | Össz.    | Idő      | Hely.    | Össz.    | Idő     | Helyezés |
| ----------------- | ------------ | -------- | -------- | -------- | -------- | -------- | -------- | ------- | -------- |
| Fajszal el-Mahmíd | 100 m hát    | 1:05,17  | 6.       | 54.      | kiesett  | kiesett  | kiesett  | kiesett | kiesett  |
| Szultán el-Otajbi | 200 m vegyes | 2:16,23  | 7.       | 55.      | kiesett  | kiesett  | kiesett  | kiesett | kiesett  |

## Vívás
Férfi
| Versenyző          | Versenyszám | Selejtező                  | 32-es főtábla              | Nyolcaddöntő      | Negyeddöntő       | Elődöntő          | Bronz- mérkőzés   | Döntő             | Helyezés |
| Versenyző          | Versenyszám | Ellenfél Eredmény          | Ellenfél Eredmény          | Ellenfél Eredmény | Ellenfél Eredmény | Ellenfél Eredmény | Ellenfél Eredmény | Ellenfél Eredmény | Helyezés |
| ------------------ | ----------- | -------------------------- | -------------------------- | ----------------- | ----------------- | ----------------- | ----------------- | ----------------- | -------- |
| Abd el-Muhszen Ali | Tőr, egyéni | Okazaki Naoto (JPN) · 15-6 | Elvis Gregory (CUB) · 5-15 | kiesett           | kiesett           | kiesett           | kiesett           | kiesett           | 32.      |